# Potagannissing Bay
Potagannissing Bay är en vik i Kanada.   Den ligger i provinsen Ontario, i den sydöstra delen av landet, 600 km väster om huvudstaden Ottawa.